# Oxyprora flavicornis
Oxyprora flavicornis är en insektsart som beskrevs av Ludwig Redtenbacher 1891. Oxyprora flavicornis ingår i släktet Oxyprora och familjen vårtbitare. Inga underarter finns listade i Catalogue of Life.